# Семипалатное
Семипалатное (каз. Семипалатное) — село в Кызылжарском районе Северо-Казахстанской области Казахстана. Входит в состав Рассветского сельского округа. Код КАТО — 595063400.

## Население
В 1999 году население села составляло 382 человека (183 мужчины и 199 женщин). По данным переписи 2009 года, в селе проживало 293 человека (145 мужчин и 148 женщин).